# داني روز (لاعب كرة قدم بريطاني)
داني روز (بالإنجليزية: Danny Rose)‏ (21 فبراير 1988 ببرستل في المملكة المتحدة - ) هو لاعب كرة قدم بريطاني في مركز الوسط. شارك مع منتخب إنجلترا لكرة القدم C ‏. أما مع النوادي، فقد لعب مع أكسفورد يونايتد ومانشستر يونايتد ونادي نورثامبتون تاون ونيوبورت كونتي ونادي ألدرشوت تاون وفليتوود تاون.

## وصلات خارجية
- داني روز (لاعب كرة قدم بريطاني) على موقع قاعدة بيانات كرة القدم.إي يو (الإنجليزية)
- داني روز (لاعب كرة قدم بريطاني) على موقع Soccerbase.com (لاعب) (الإنجليزية)